# Editorial Kehot Lubavitch
La Editorial Kehot Lubavitch (en inglés: Kehot Publication Society) es la división de publicaciones del movimiento jasídico Jabad-Lubavitch. La editorial Kehot fue establecida en 1941 por el sexto Rebe de Lubavitch, Iosef Itzjak Schneerson. En 1942 nombró a editor en jefe a su yerno, Menachem Mendel Schneerson.
Solamente un puñado de textos clásicos de Jabad estaban disponibles para el público en 1942, la editorial Kehot se convirtió en el mayor editor mundial de libros sobre judaísmo, con más de 100 000 volúmenes imprimidos hasta la fecha en hebreo, yidis, inglés, ruso, español, francés, italiano, portugués, holandés, alemán, persa y árabe.
El nombre Kehot (קה"ת), es un acrónimo de Karnei Hod Torah (los rayos de gloria de la Torá). Hay tres letras del alfabeto hebreo que aparecen en el logotipo de la editorial. Esas mismas letras también se refieren al año 5505 del calendario hebreo (תק"ה), ya que en ese año, nació el fundador de la dinastía jasídica de Jabad, el rabino Schneur Zalman de Liadí.